# Baria elsa
Baria elsa är en fjärilsart som beskrevs av Druce 1888. Baria elsa ingår i släktet Baria och familjen snigelspinnare. Inga underarter finns listade i Catalogue of Life.